# Meghan Murphy

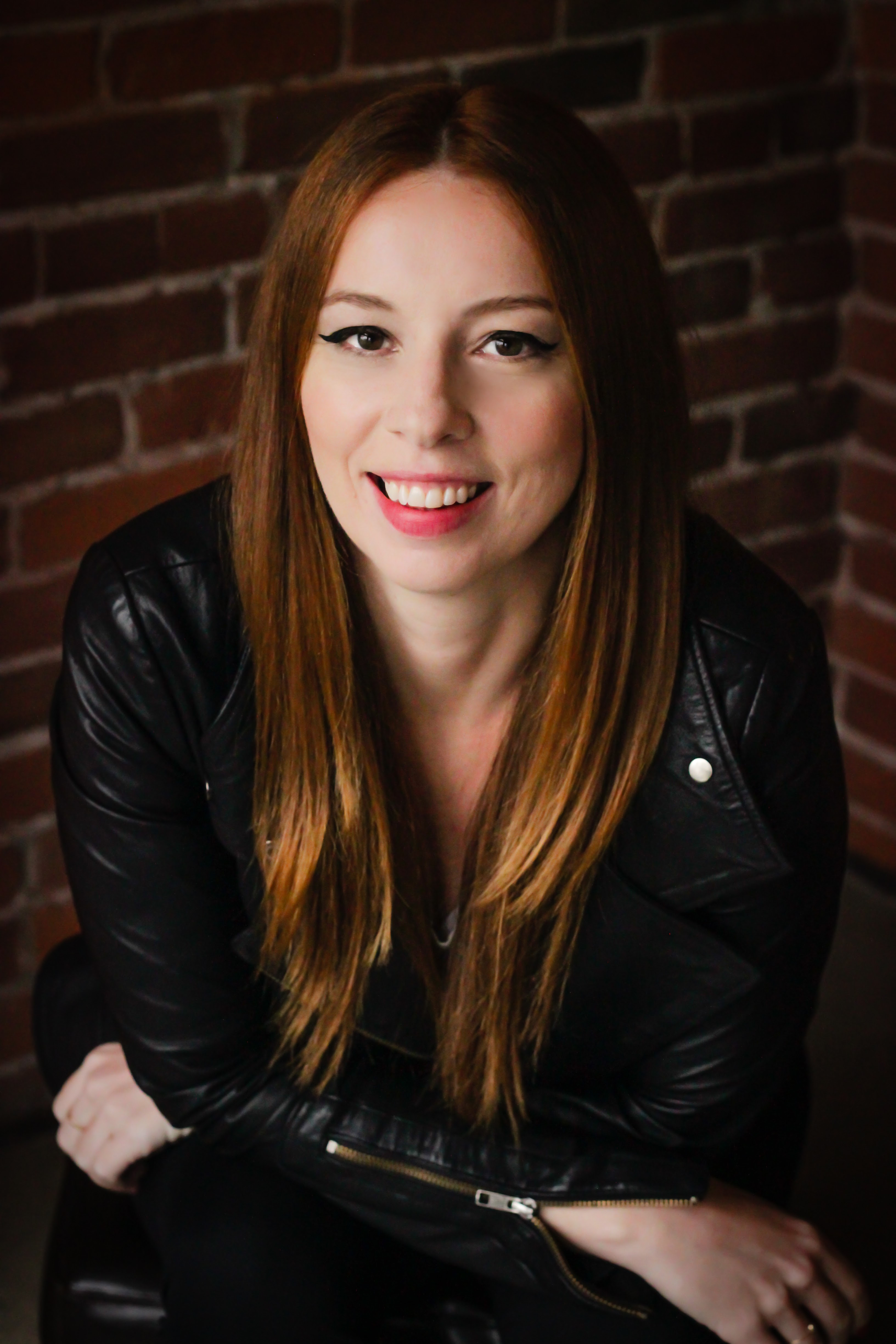
Meghan Murphy

Meghan Emily Murphy ist eine kanadische Journalistin und Feministin. Sie ist Gründerin des Portals Feminist Current.

## Leben
Meghan Murphy studierte an der Simon-Fraser-Universität (SFU) in British Columbia. 2010 erlangte sie in Frauenstudien den Bachelor of Arts. 2012 schloss sie ihren Master in Gender-, Sexualitäts- und Frauenstudien ebenfalls an der SFU ab.
Meghan Murphy gründete 2012 die Webseite Feminist Current. Die Zeitschrift Emma bezeichnete sie als eine der „bekanntesten Feministinnen in Kanada“. Auf Feminist Current werden feministische Artikel und ein regelmäßiger Podcast veröffentlicht.

## Positionen und Reaktionen

### Opposition gegen Transgender-Aktivismus
Meghan Murphy ist Gegnerin der Verankerung von Geschlechtsidentität im Gesetz. Meghan Murphy hat sich 2017 öffentlich gegen die Festschreibung von Gender-Identität und Gender-Ausdruck im kanadischen Gesetz geäußert (Bill C-16). Sie sagte vor dem kanadischen Senat: „So zu tun, als sei Gender entweder eine interne oder persönliche Entscheidung, ist gefährlich und verkennt komplett den Grund, warum Frauen im Patriarchat als Klasse unterdrückt werden. […] Die Rechte von Frauen und Mädchen werden verdrängt, um einem Trend entgegenzukommen.“
Murphy wurde 2018 von Twitter gebannt, nachdem sie Transpersonen „misgenderte“. Sie griff die Sperre bei Twitter vor Gerichten in Kalifornien an. Die Klage wurde erstinstanzlich 2019 abgewiesen. Das angerufene Berufungsgericht bestätigte im Februar 2021 das Recht des Unternehmens, Nutzer zu sperren, die aus Twitters Sicht die Anti-Hate-Politik verletzen.
In einem Interview mit The Scotsman (Edinburgher Zeitung, 2019) sagte sie: „Ich habe kein Interesse daran, jemanden von Operationen oder Hormonen abzuhalten, wenn sie das Gefühl haben, dass es ihr Leben besser macht, und sicherlich sollte es allen möglich sein, das zu tragen, was sie wollen und sich auf die Art und Weise auszudrücken, wie es ihnen gefällt, und ein authentisches Leben führen. Aber sobald es um Gesetze und Gesetzgebung ging und darum, das (biologische) Geschlecht durch Gender (Identität) zu ersetzen, wurde es mir klar, dass dies einen großen Einschnitt bei Frauenrechten und Frauenräumen haben würde.“
Laut einem Bericht der Times schlug sie vor, trans Frauen sollten beispielsweise Männer-Umkleideräume benutzen, um die Sicherheit und Privatsphäre von Mädchen und Frauen nicht zu gefährden. Es sei kein „Hass“, wenn eine Person mit männlichen Genitalien als „männlich“ bezeichnet werde. Im Mai 2019 sprach Murphy auf Einladung der Abgeordneten Joan McAlpine im schottischen Parlament über ihre Positionen.
In der Zeitschrift Emma wurden ihre Artikel Freiwillig Entfremdet (2016) und J. K. Rowling: Als Hexe verbrennen? (2020) veröffentlicht.
Im Oktober 2019 hielt Murphy unter Polizeischutz einen Vortrag in der Bibliothek von Toronto. Hunderte Personen demonstrierten gegen ihren Auftritt, in einer Online-petition hatten 8000 Menschen dessen Absage gefordert.